# Oberbergischer Kreis
Oberbergischer Kreis är ett distrikt i den södra delen av Nordrhein-Westfalen i Tyskland, i området Bergisches Land. Största staden är Gummersbach vilken också är distriktets huvudort.

## Infrastruktur
Genom distriktet går motorvägen A4.
1. 1 2  GeoNames, 2005, Geonames-ID: 3247445, läs online och läs online.[källa från Wikidata]
2. ↑  hämtat från: tyskspråkiga Wikipedia.[källa från Wikidata]